# Vincelottes
Vincelottes település Franciaországban, Yonne megyében. Lakosainak száma 282 fő (2022. január 1.). Vincelottes Saint-Bris-le-Vineux, Escolives-Sainte-Camille, Irancy és Vincelles községekkel határos.

## Népesség
A település népessége az elmúlt években az alábbi módon változott:
| Lakosok száma | 298  | 277  | 283  | 279  | 285  | 292  | 289  | 284  | 282  |
|               | 2013 | 2015 | 2016 | 2017 | 2018 | 2019 | 2020 | 2021 | 2022 |